# Gilberte Thirion
Pour les articles homonymes, voir Thirion.
Gilberte Thirion, née le 8 janvier 1928 à Bruxelles et morte le 21 mai 2008 à Uccle, est une pilote automobile belge.
Polyvalente, elle brille dans les années 1950, lors des épreuves d'endurance, sur circuits, courses de côte, et des diverses compétitions de rallyes proposées alors.
Elle est surtout connue pour avoir remporté, en fin de carrière (celle-ci ne s'étalant que sur 5 ans), la première édition du Tour de Corse, en 1956, avec Nadège Ferrier pour copilote, les deux femmes étant embarquées à bord d'une Renault Dauphine.

## Biographie
Fille d'une mère mannequin, et d'un industriel passionné de sport automobile (Max Thirion, qui s'illustra notamment dans la Targa Florio, terminant 2e en 1953 - sans sa fille-, au Rallye du Maroc 1934 -3e avec Jean Trasenster-, au Liège-Rome-Liège 1934 -victoire de classe-, et dans le Tour de France automobile, terminant alors 4e en 1953 avec Georges Houel en catégorie voitures de série sur Alfa-Romeo 1900).
Elle disputa son premier rallye, le Rallye du Soleil (Cannes) sur une Healey en 1951, alors qu'elle était encore agent de communication de la marque Spark Plugs.
En 1952, elle se retrouva au volant d'une Porsche 356SL (châssis aluminium) avec son père pour copilote (durant 4 rallyes), puis avec Germaine Rouault participant alors aux rallyes africains du Maroc et des 12 Heures de Casablanca.
En 1953, elle continua de courir sur une nouvelle Porsche 356 1500 S, participant à plusieurs courses sur circuits avec Ingeborg Polensky, et remportant la Coupe des Dames et la Coupe du Roi du meilleur équipage belge aux 24 Heures de Spa avec la Française Annie Bousquet, sur Fiat 1100. Elle termina l'année vainqueur de classe au Tour de Belgique avec Gonzague Olivier.

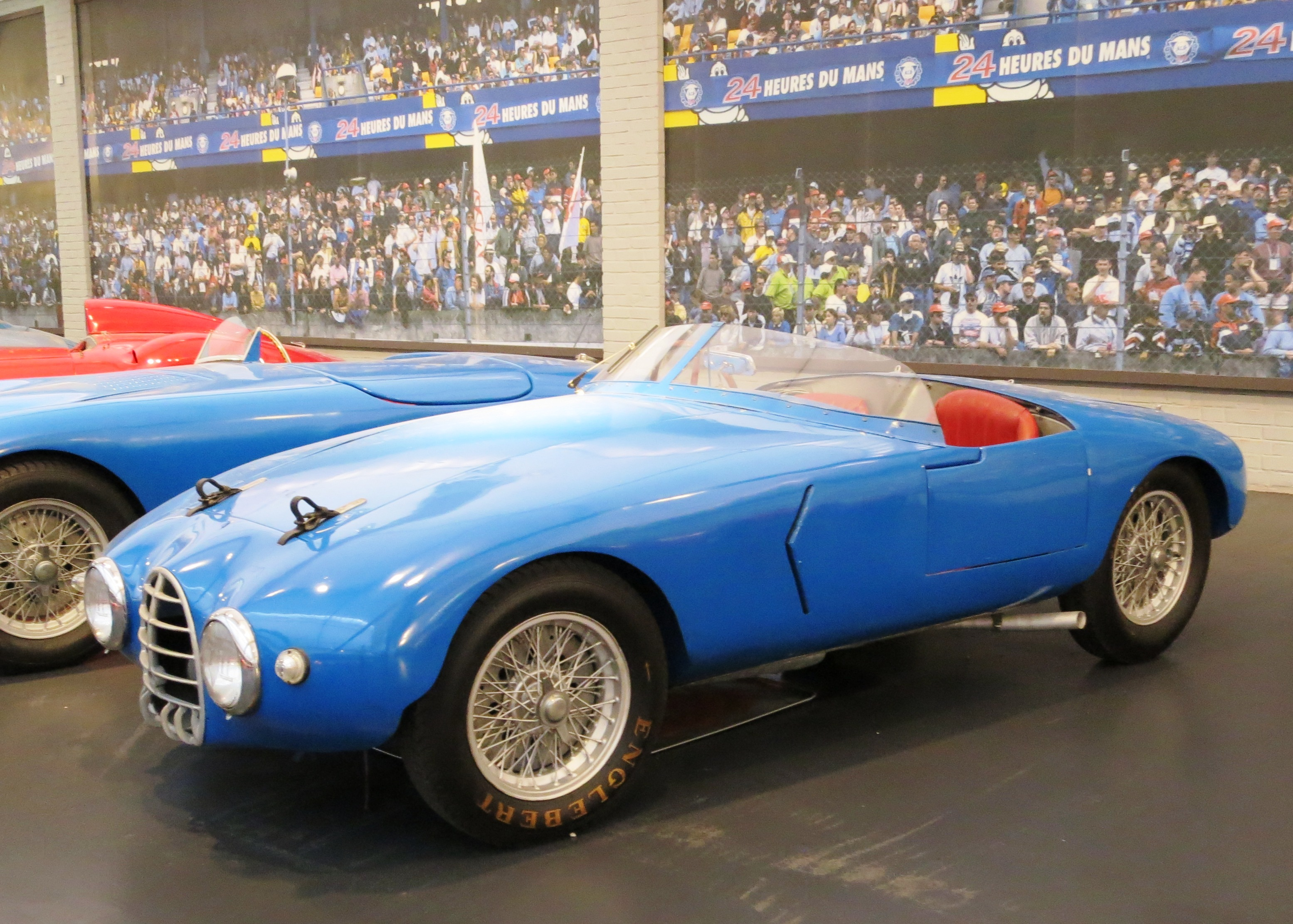
Gordini Type 17S des 24h du Mans au musée national de l'automobile

En 1954, elle participa brièvement aux 24 heures du Mans avec André Pilette, sur Gordini T17S.
En 1956, sur Renault Dauphine spéciale "usine", elle remporte, avec sa coéquipière Nadège Ferrier, le tout premier Tour de Corse, disputé par un temps épouvantable et des routes glissantes qui pénalisent les voitures plus lourdes et plus puissantes. On lui prête ce commentaire apocryphe, qui a par la suite été beaucoup utilisé : « La Dauphine "course"...? Une voiture formidable : rien ne l'arrête... et surtout pas ses freins ! ». Elle reçoit cette année-là le Trophée national du Mérite sportif.
Elle mit fin à sa carrière en 1957, après une unique course disputée, aux États-Unis lors des 24 heures de Sebring (35e au général, et seconde de classe). Cette décision est à lier avec l'accident mortel de son ancienne équipière Annie Bousquet à Reims, quelques mois plus tôt.
Elle fera cependant, toujours sur Dauphine Spéciale, deux brefs retours exceptionnels à la compétition, lors du Tour de Corse 1957 en équipage avec son époux, Roger Merle, puis lors des Mille Miglia 1959, associée alors à Paul Frère, ainsi qu'un autre victorieux en 1959 comme copilote de Olivier, au Tour de Belgique automobile.

## Victoires
- Vainqueur de classe du Tour de Belgique en 1953, avec Gonzague Olivier, sur Porsche 356 1500 S;
- Coupe des Dames et Coupe du Roi du meilleur équipage belge, aux 24 Heures de Spa en 1953, avec la Française Annie Bousquet, sur Fiat 1100;
- 4e Rallye des Routes du Nord en 1954, avec Gonzague Olivier, sur Porsche 356 1500 S;
- 9e Stella Alpina en 1955, comme copilote de Olivier Gendebien, sur Mercedes 300 SL;
- Coupe des Dames du Tour de France automobile en 1955 et 1956, sur Porsche 356 1500 S;
- 12 Heures de Huy en 1954 et 1955, sur Porsche 356 1500 S, puis Gordini T17S 1100 (course d'endurance sur circuit, en solitaire);
- 1 Kilomètre départ lancé de Waterloo en 1955, sur Mercedes 300SL;
- Course de côte de Côme en 1955 et 1956, sur Mercedes 300SL;
- Coupe Corallo de la course de Cagliari en 1955, sur Mercedes 300SL;
- Course de côte de La Roche en 1956, sur Porsche (avec deux véhicules différents);
- Mille Miglia en classe Tourisme Spéciale en 1956, sur  Renault Dauphine Spéciale;
- Vainqueur de classe du Tour de Belgique en 1956, avec Lise Renaud, sur Dauphine Spéciale (deux semaines avant son Tour de Corse);
- 1re édition du Tour de Corse en 1956, avec Nadège Ferrier pour copilote, les deux femmes étant à bord d'une Renault Dauphine Spéciale;
- Tour de Belgique automobile en 1959, comme copilote de Olivier sur Porsche, en Groupe 3 (1,3 à 1,6 L.).

### Places d'honneur
- - 2e du rallye Lyon-Charbonnières en 1956 (avec Lise Renaud, sur Renault Dauphine Spéciale);
  - 3e du rallye féminin Paris-Saint Raphaël en 1954 (avec Lise Renaud, sur Porsche 356 1500 S);
  - 4e du rallye Evian Mont Blanc-Megève en 1954 (avec Olivier Gendebien, sur Porsche 356 1500 S, et vainqueurs de classe);
  - 4e du rallye du soleil de Cannes en 1954 (avec Nadege Washer sur Porsche 356 1500 S, et vainqueurs de classe);
  - 5e du rallye du soleil de Cannes en 1952 (avec son père sur Porsche 356SL, et vainqueurs de classe);
  - 5e du Tour de France automobile en 1955 (avec Ingeborg Polensky, sur Porsche 356 1500 S);
  - 6e de la Randonnée des Routes Blanches en 1954 (avec Nadege Washer, spécialiste de courses de côtes et future épouse Ferrier, sur Porsche 356 1500 S);
  - 7e du Tour d'Italie en 1954 (avec Olivier Gendebien, sur Plymouth, et vainqueurs de classe);
  - 8e du rallye du Maroc en 1953 (avec Ingeborg Polensky, sur Porsche 1500 S);
  - 10e du rallye Lyon-Charbonnières en 1954 (avec Olivier Gendebien, sur Fiat);
  - 10e des 1 000 km de Paris en 1956 (avec Maria Peduzzi, sur Ferrari 500TR);
  - 10e des 1 000 km de Monza en 1956 (avec Maria Peduzzi, sur Ferrari 500TR);
  - 11e du Tour de France automobile en 1956 (avec Ingeborg Polensky, sur Porsche 356 1500 S);
  - 14e des 12 Heures de Reims (sur circuit) en 1954 (avec Olivier Gendebien, sur Gordini);
  - 16e des 1 000 km du Nurburgring en 1956, sur Alfa Romeo Giulietta;
  - 20e du Grand-Prix de Suède de voitures de sport en 1956 (avec Claude Dubois, sur Porsche 550);
  - 40e du rallye Monte-Carlo en 1956, (avec Lise Renaud, sur Renault 4CV 747 cm3) (parties de Lisbonne).

## Records
- 1952: record mondial de classe sur 1 kilomètre départ lancé, à 191 km/h sur le circuit de Wolvertem, sur Porsche 356SL;
- 1953: plus de 201 km/h sur le circuit de Jabbeke, sur Porsche 356SL.

### Résultats aux 24 heures du Mans
| Année | Voiture      | Équipe         | Équipier      | Résultat |
| ----- | ------------ | -------------- | ------------- | -------- |
| 1954  | Gordini T17S | Équipe Gordini | André Pilette | Abandon  |

## Distinctions
- Trophée national du Mérite sportif (1956)[2]